# Parnassia crassifolia
Parnassia crassifolia är en benvedsväxtart som beskrevs av Adrien René Franchet. Parnassia crassifolia ingår i släktet Parnassia och familjen Celastraceae. Inga underarter finns listade.